# SummerSlam (2001)
SummerSlam (2001) — четырнадцатое в истории шоу SummerSlam, PPV-шоу производства World Wrestling Federation (WWF, ныне WWE). Шоу прошло 19 августа 2001 года на арене «Компак-центр» в Сан-Хосе, Калифорния, США. На шоу прошло 8 поединков и было разыграно 6 чемпионских титулов.
Главным событием шоу стал поединок между Букер Ти и Скалой за титул чемпиона WCW, который Скала выиграл удержанием. Другим главным поединком стало противостояние между Стивом Остином и Курт Энглом за титул чемпиона WWF, этот поединок выиграл Энгл после дисквалификации Остина из-за нападения на судью. Так же на шоу проводился матч в стальной клетке между командными чемпионами WCW — Кейном и Гробовщиком, и командными чемпионами WWF — Даймондом Даласом Пейджем и Каньоном, матч выиграли Гробовщик и Кейн после того как Гробовщик провел «Последний путь» и удержал Пейджа.

## Результаты
| №                                | Результат                                                                                                   | Условия                                                                                          | Время |
| -------------------------------- | --- | ------------------------------------------------------------------------------------------------ | ----- |
| 1                                | Эдж победил Лэнса Шторма (с)                                                                                | Одиночный поединок за титул Интерконтинентального чемпиона WWF                                   | 11:16 |
| 2                                | Братья Дадли (Бубба Рэй и Ди-Вон) и Тест победили The AРА (Фаарук и Бредшоу) и Спайка Дадли (с Молли Холли) | Командный поединок                                                                               | 07:19 |
| 3                                | Икс-пак победил Таджири                                                                                     | Поединок объединения титулов Чемпиона Полу-тяжеловесов WCW и Чемпиона WWF в первом тяжёлом весе  | 07:33 |
| 4                                | Крис Джерико победил Райно (со Стефани Макмэн-Хелмсли)                                                      | Одиночный поединок                                                                               | 12:34 |
| 5                                | Роб Ван Дам победил Джеффа Харди (с)                                                                        | Поединок с Лестницами за Хардкорный титул WWF                                                    | 16:33 |
| 6                                | Братья Разрушения (Гробовщик и Кейн) (с Сарой) победили Даймонда Далласа Пейджа и Каньона                   | Командный поединок в Стальной клетке за титулы командных чемпионов WWF и командных чемпионов WCW | 10:13 |
| 7                                | Курт Энгл победил Стива Остина (с) по дисквалификации                                                       | Одиночный поединок за титул чемпиона WWF                                                         | 22:30 |
| 8                                | Скала победил Букера Ти (c)                                                                                 | Одиночный поединок за титул чемпиона WCW в тяжёлом весе                                          | 15:19 |
| (c) – Чемпион на момент поединка | |                                                                                                  |       |